# کوره بلاغ تپه سی
کوره بلاغ تپه سی در شهرستان خدابنده، بخش سجاسرود، روستای خان احمد حصاری واقع شده و این اثر در تاریخ ۷ مهر ۱۳۸۱ با شمارهٔ ثبت ۶۲۰۸ به‌عنوان یکی از آثار ملی ایران به ثبت رسیده است.